# Кантемирівський район
Кантеми́рівський райо́н (рос. Кантемировский район) — адміністративна одиниця на півдні Воронезької області Росії.
Адміністративний центр — смт Кантемирівка.

## Географія
Кантемирівський район розташований на крайньому півдні Воронезької області і є найбільшим і найвіддаленішим від обласного центру південним муніципальним утворенням. На півночі район межує з Розсошанським районом, на сході з Богучарським районом Воронезької області. На півдні район межує з Чертковським районом Ростовської області Росії і Міловським район Луганської області України. Площа району — 2330 км². Основна річка — Богучарка.

## Історія
Кантемирівський район утворено в 1928 році. У 1954 році територія Кантемирівського району увійшла в утворену Каменську область. 2 листопада 1957 року скасовано Писаревський район і його територія увійшла в Кантемирівський район. 11 листопада 1957 року скасовано Каменську область і Кантемирівський район передали до складу Воронезької області. Рішенням Воронезького Облвиконкому від 7 лютого 1963 року скасований Кантемирівський і Михайлівський райони в зв'язку з укрупненням районів. Указом Президії Верховної Ради СРСР від 3 березня 1964 року знову утворено Кантемирівський район.

## Економіка
Сільським господарством у районі займаються 19 сільгосппідприємств, 4 підсобних господарства та 118 селянських фермерських господарств. Основна спеціалізація 57,5 % господарств — рослинництво. Решта господарства спеціалізуються на тваринництві й рослинництві. Площа сільгоспугідь у районі становить 200,2 тис. га, з них 139,1 тис. га ріллі. Основу рослинництва становлять: вирощування озимої пшениці, соняшнику, цукрового буряка. Основу тваринництва — виробництво великої рогатої худоби (корів) та свиней, молока.
Промислова галузь району представлена такими промисловими підприємствами: ВАТ «Митрофанівська РМЗ Промавторемонт» (виробництво машин для тваринництва, а також виробництво неочищеної олії), ВАТ «Журавський вохристий завод» (виробляє охру суху і бентонітовий порошок, який використовується в нафтовій промисловості та в сільському господарстві), хлібокомбінат у Кантемирівці, що випускає хліб, сухарі, пряники, круасани, завод олій (закритий), ТОВ «Консервний завод „Кантемирівський“» виробляв макаронні вироби, фасований мед та смажене насіння (закритий).